# Col du Ménil
Le col du Ménil  relie la vallée de la Moselle et celle de la Moselotte par la route départementale 486. 

## Toponymie
La dénomination locale traditionnelle de « col des Fenesses  »  tend à disparaître. En patois lorrain, les « fenesses » désignent les graminées des prairies.

## Géographie

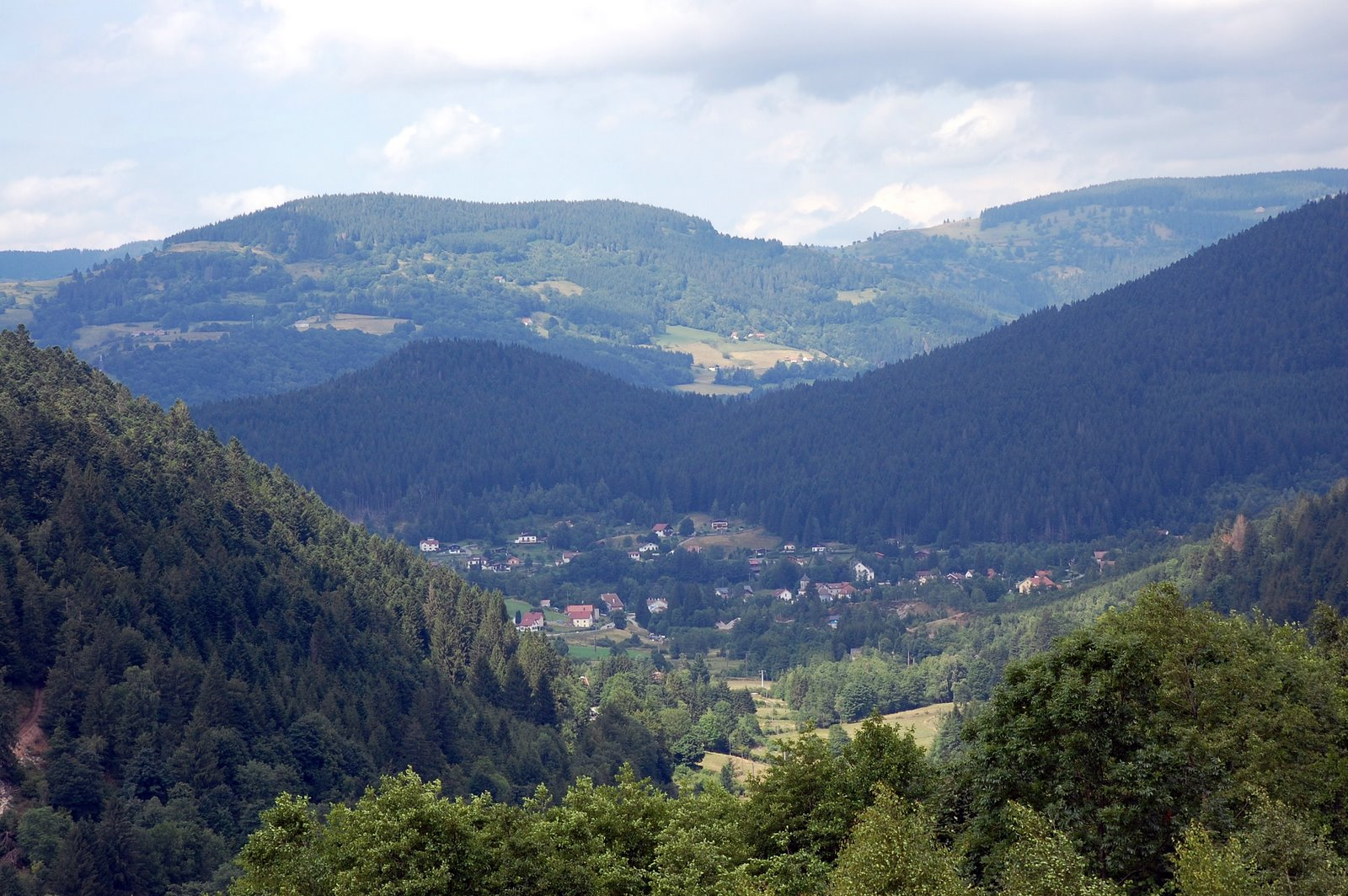
Col du Ménil, vue vers Cornimont.

Entre Moselle et Moselotte, ce tronçon de la RD 486 relie Le Thillot à Cornimont, en passant par la commune du Ménil où se trouve le col.

## Histoire

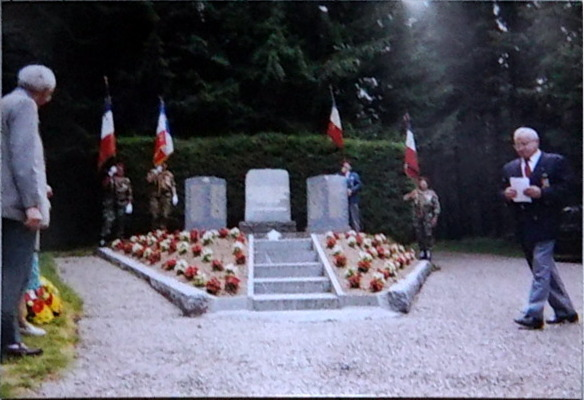
Le monument aux morts avec les noms des parachutistes tombés au combat durant la bataille des Vosges en 1944.

D'intenses combats ont lieu au col et aux environs en octobre 1944 impliquant infanterie, artillerie et chars. Pour les Alliés, le 1er régiment de chasseurs parachutistes est au contact et emporte non sans difficulté le col le 16 octobre.

## Cyclisme
Le col est emprunté lors de la 7e étape du Tour de France 2022 entre Tomblaine et la super Planche des Belles Filles puis à nouveau au programme de la 20e étape du Tour de France 2023. Lors des deux passages de la course, le col n'est pas pris en compte pour le classement de la montagne,